# コカ・コーラ・パーク (アレンタウン)
コカ・コーラ・パーク（Coca-Cola Park）は、アメリカ合衆国のペンシルベニア州アレンタウンにある野球場。フィラデルフィア・フィリーズ傘下AAAリーハイバレー・アイアンピッグスの本拠地である。

## 歴史
2006年、LSIコーポレーションが所有していた土地に建設を開始。
2008年、「コカ・コーラ・パーク」として開場。
2009年には、ボブ・ディラン、ウィリー・ネルソンらが参加した音楽ライブでは、10000人を集客した。